# Robert von Halász
Robert von Halász (* 24. Juli 1905 in Höxter; † 28. November 2004) war ein deutscher Bauingenieur, Hochschullehrer und Pionier des Leichtbeton- und Fertigelementebaus. Sein 1966 veröffentlichtes Werk Industrialisierung der Bautechnik ist ein Standardwerk des Betonbaus.

## Leben
Robert von Halász, Sohn von Stephanie von Halász, geborene Rehm, und des Beamten Hermann von Halász, wurde in Höxter an der Weser geboren, wuchs in Colmar auf und zog nach Ende des Ersten Weltkriegs, als das Elsass wieder französisch wurde, mit seiner katholischen Familie nach Berlin. Nach dem Abitur studierte er dort bis 1930 an der TH Charlottenburg Bauingenieurwesen, wo er 1931 die Diplomprüfung absolvierte. Von 1931 bis 1936 arbeitete er als Prokurist, Betriebsleiter und schließlich als Geschäftsführer der Formsand- und Braunkohlegruben Petersburg. Von 1936 bis 1942 war er Chefkonstrukteur und Leiter des Technischen Büros der Firma A. Plattner KG. in Berlin. Ab 1937 unterrichtete er daneben an der Ingenieurschule Berlin und war Referent der Reichsstelle für Baustatik.
Aufgrund seiner Erfahrung mit vorgefertigten Bauteilen im Holzbau wurde ihm 1939 von der Geschäftsführung der Zweigniederlassung Rüdersdorf der Preussag angeboten, in einem noch zu errichtenden Werk zur seriellen Massenfertigung von typisierten Stahl- und Leichtbetonkonstruktionselementen für Industriehallen, Baracken, Fliegerschutzräume und Brücken tätig zu sein. Nach einer Studienreise 1939 in die USA wurde er 1940 als Chefingenieur und Leiter des Werks eingesetzt, dem zeitgenössisch größten seiner Art. 1942 wurde er Regierungsbaurat. Von 1943 bis 1949 war er Chefingenieur der Pr. Bergwerks- und Hütten-AG in Rüdersdorf.
Im Rahmen seiner Tätigkeit in Rüdersdorf war Halász mitverantwortlich für den Einsatz einer zunehmenden Anzahl von Zwangsarbeitern unter „unmenschlichen Arbeits-, Versorgungs- und Lebensbedingungen“ im Werk. Bei ihrem Höchststand im Dezember 1944 waren von den rund 3.800 Beschäftigten im Werk rund 2.300 Zwangsarbeiter, mehrheitlich Zivilisten, KZ-Häftlinge und Kriegsgefangene sowie eine größere Gruppe von Zwangsarbeiterinnen und Zwangsarbeitern aus Russland und der Ukraine. Als das Werk nach kurzer Umwidmung zu einem Flüchtlingslager im Oktober 1945 durch die sowjetische Militäradministration wieder eröffnet wurde, wurde Halász als Technischer Leiter eingesetzt. Als das Werk 1948 dann enteignet wurde, verließ Halász die DDR und ging in den Westen.
Bereits seit 1946 hielt er einen Lehrauftrag an der TU Berlin und bekleidete ab 1948 dort die ordentliche Professor für Baukonstruktion, in der er seine Vorstellungen vom industrialisierten Bauen (Entwicklung des Stahlbeton-Fertigbaues, Serienfertigung von Industriebauten und Großtafelbauten) ausarbeitete, die vor dem Hintergrund der Problematik mangelnden Wohnraums auf großen Zuspruch stießen und sich im Zuge des Fertigteil-Betonbaus im Wohnungsbau der Nachkriegszeit rasch verbreiteten. Im Jahr 1954 übernahm er die Schriftleitung der von ihm herausgegebenen Buchreihe Bauingenieur-Praxis. 1966 veröffentlichte Halász sein Hauptwerk, Industrialisierung der Bautechnik. Bauen und Bauten mit Stahlbetonfertigteilen. Das Buch wurde unmittelbar mit seiner Veröffentlichung zum Standardwerk der Betonbautechnik und wurde auch ins Italienische übersetzt. Unter den rund 300 Abbildungen befanden sich auch Bilder der Produktion im Werk Rüdersdorf, die Zwangsarbeiterinnen weitgehend ungeschützt bei der Arbeit an den Platten zeigen.
Im Jahr 1973 wurde Halász als ordentlicher Professor für Allgemeinen Ingenieurbau an der TU Berlin emeritiert und wurde Seniorpartner seines Ingenieurbüros in Berlin. Von 1954 bis 1985 war er Schriftleiter der Zeitschrift Bautechnik. 1980 erhielt er das Bundesverdienstkreuz und 1982 wurde er Ehrendoktor (Dr.-Ing., E. h.) der Universität Dortmund. Er war ab 1957 mit Ingelore von Halász, geborene Haenicke, verheiratet und hatte eine Tochter namens Gertraud. 2004 starb er im Alter von 100 Jahren.

## Schriften (Auswahl)
- Stahlbeton im Wohnungs- und Siedlungsbau. 1939.
- Holzbau-Taschenbuch. 8. Auflage 1985.
- Anschauliche Verfahren zur Berechnung von Durchlaufbalken und Rahmen. 1951.
- als Hrsg.: Bauingenieur-Praxis. (Buchreihe)
- als Hrsg.: Die Bautechnik. (Zeitschrift)
- Großtafelbauten – Konstruktion und Berechnung. 1966.
- Industrialisierung der Bautechnik. Bauen und Bauten mit Stahlbetonfertigteilen. Werner Verlag, Düsseldorf 1966.